# Balongrejo (Bagor)
Balongrejo is een bestuurslaag in het regentschap Nganjuk van de provincie Oost-Java, Indonesië. Balongrejo telt 3492 inwoners (volkstelling 2010).